# Communauté d’agglomération Grand Sud Caraïbe
Die Communauté d’agglomération Grand Sud Caraïbe ist ein französischer Gemeindeverband mit der Rechtsform einer Communauté d’agglomération im Überseedépartement Guadeloupe.
Sie umfasst elf Gemeinden im französischen Überseedépartement Guadeloupe. Die Gemeinden befinden sich im südlichen Teil der Insel Basse-Terre und auf der Inselgruppe Les Saintes.

## Mitgliedsgemeinden
| Gemeinde                                     | Einwohner 1. Januar 2022 | Fläche km² | Dichte Einw./km² | Code INSEE | Postleitzahl |
| -------------------------------------------- | ------------------------ | ---------- | ---------------- | ---------- | ------------ |
| Baillif                                      | 4.949                    | 24,30      | 204              | 97104      | 97123        |
| Basse-Terre                                  | 9.419                    | 5,78       | 1.630            | 97105      | 97100        |
| Bouillante                                   | 6.381                    | 43,46      | 147              | 97106      | 97125        |
| Capesterre-Belle-Eau                         | 17.882                   | 103,30     | 173              | 97107      | 97130        |
| Gourbeyre                                    | 7.378                    | 22,52      | 328              | 97109      | 97113        |
| Saint-Claude                                 | 10.432                   | 34,30      | 304              | 97124      | 97120        |
| Terre-de-Bas                                 | 895                      | 6,80       | 132              | 97130      | 97136        |
| Terre-de-Haut                                | 1.479                    | 6,00       | 247              | 97131      | 97137        |
| Trois-Rivières                               | 7.519                    | 31,10      | 242              | 97132      | 97114        |
| Vieux-Fort                                   | 1.730                    | 7,24       | 239              | 97133      | 97141        |
| Vieux-Habitants                              | 7.040                    | 58,70      | 120              | 97134      | 97119        |
| Communauté d'agglomération Grand Sud Caraïbe | 75.104                   | 343,50     | 219              | –          | –            |